# Liste der Bodendenkmäler in Waging am See
Auf dieser Seite sind die Bodendenkmäler in dem oberbayerischen Markt Waging am See zusammengestellt. Diese Tabelle ist eine Teilliste der Liste der Bodendenkmäler in Bayern. Grundlage ist die Bayerische Denkmalliste, die auf Basis des Bayerischen Denkmalschutzgesetzes vom 1. Oktober 1973 erstmals erstellt wurde und seither durch das Bayerische Landesamt für Denkmalpflege geführt wird. Die folgenden Angaben ersetzen nicht die rechtsverbindliche Auskunft der Denkmalschutzbehörde.

## Bodendenkmäler der Gemeinde

### Bodendenkmäler in der Gemarkung Freimann
| Lage                | Objekt                                                                                             | Akten-Nr.     | Bild |
| ------------------- | -------------------------------------------------------------------------------------------------- | ------------- | ---- |
| Freimann (Standort) | Abgegangene Kirche des Mittelalters und der frühen Neuzeit (St. Johannes d. Täufer bei Froschham). | D-1-8042-0227 |      |

### Bodendenkmäler in der Gemarkung Gaden
| Lage                         | Objekt | Akten-Nr.     | Bild           |
| ---------------------------- | --- | ------------- | -------------- |
| Gaden (Standort)             | Körpergräber des frühen Mittelalters. Siehe auch: Körpergrab | D-1-8042-0063 |                |
| Gaden Kirchberg 4 (Standort) | Untertägige mittelalterliche und frühneuzeitliche Befunde im Bereich der Katholischen Filialkirche St. Rupertus in Gaden mit aufgelassenem Friedhof. Siehe auch: St. Rupertus (Gaden, Waging am See)                     | D-1-8042-0205 | weitere Bilder |
| Gaden (Standort)             | Untertägige mittelalterliche und frühneuzeitliche Befunde im Bereich von Schloss Gessenberg und seines Vorgängerbaus mit Schlosskapelle Mariä Himmelfahrt und zugehörigem Wirtschaftshof. Siehe auch: Schloss Gessenberg | D-1-8042-0207 | weitere Bilder |
| Gaden (Standort)             | Untertägige frühneuzeitliche Befunde im Bereich der Katholischen Wallfahrtskirche Mariae Heimsuchung in Mühlberg und ihres Vorgängerbaus.                                                                                | D-1-8042-0213 | weitere Bilder |

### Bodendenkmäler in der Gemarkung Otting
| Lage                                                | Objekt | Akten-Nr.     | Bild           |
| --------------------------------------------------- | --- | ------------- | -------------- |
| Otting (Standort)                                   | Verebnete Viereckschanze der späten Latènezeit. Siehe auch: Viereckschanze, Latènezeit | D-1-8042-0069 |                |
| Otting (Standort)                                   | Reihengräberfeld des frühen Mittelalters. | D-1-8042-0076 |                |
| Otting (Standort)                                   | Verebnete Grabhügel vorgeschichtlicher Zeitstellung. | D-1-8042-0078 |                |
| Otting (Standort)                                   | Burgstall des Mittelalters und der frühen Neuzeit (Burg Tettelham bzw. Schlossberg) mit zugehörigem Wirtschaftshof (Hofbauer). Siehe auch: Burgstall, Burgruine Obertettelham                                                                                 | D-1-8042-0079 |                |
| Otting (Standort)                                   | Siedlung vor- und frühgeschichtlicher Zeitstellung. | D-1-8042-0088 |                |
| Otting (Standort)                                   | Siedlung vor- und frühgeschichtlicher Zeitstellung. | D-1-8042-0089 |                |
| Otting (Standort)                                   | Siedlung vor- und frühgeschichtlicher Zeitstellung. | D-1-8042-0090 |                |
| Otting (Standort)                                   | Siedlung vor- und frühgeschichtlicher Zeitstellung. | D-1-8042-0091 |                |
| Otting Pfarrgasse 2; Holzhauser Straße 1 (Standort) | Untertägige mittelalterliche und frühneuzeitliche Befunde im Bereich der Katholischen Pfarrkirche St. Stephanus in Otting und ihrer Vorgängerbauten mit abgegangenem frühmittelalterlichem Kloster (cella apoud ottingen). Siehe auch: Otting (Waging am See) | D-1-8042-0217 | weitere Bilder |
| Otting (Standort)                                   | Untertägige mittelalterliche und frühneuzeitliche Befunde im Bereich der Katholischen Filialkirche St. Anna in Tettelham und ihrer Vorgängerbauten. | D-1-8042-0220 | weitere Bilder |

### Bodendenkmäler in der Gemarkung Tettenhausen
| Lage                                 | Objekt | Akten-Nr.     | Bild           |
| ------------------------------------ | --- | ------------- | -------------- |
| Tettenhausen (Standort)              | Grabhügel vorgeschichtlicher Zeitstellung. | D-1-8042-0121 |                |
| Tettenhausen Kirchplatz 1 (Standort) | Untertägige frühneuzeitliche Befunde im Bereich der Katholischen Kirche St. Florian in Tettenhausen und ihres Vorgängerbaus. Siehe auch: Tettenhausen | D-1-8042-0223 | weitere Bilder |

### Bodendenkmäler in der Gemarkung Waging a.See
| Lage                                             | Objekt | Akten-Nr.     | Bild           |
| ------------------------------------------------ | --- | ------------- | -------------- |
| Waging a.See (Standort)                          | Reihengräberfeld des frühen Mittelalters sowie Brandgräber der Urnenfelderzeit. Siehe auch: Reihengrab, Mittelalter, Brandgrab, Urnenfelderzeit                                                 | D-1-8042-0054 |                |
| Waging a.See (Standort)                          | Brandgräber der römischen Kaiserzeit. Siehe auch: Römische Kaiserzeit | D-1-8042-0055 |                |
| Waging a.See (Standort)                          | Villa rustica der römischen Kaiserzeit. Siehe auch: Villa rustica (Waging am See) | D-1-8042-0056 |                |
| Waging a.See Seestraße 4; Seestraße 6 (Standort) | Untertägige mittelalterliche und frühneuzeitliche Befunde im Bereich der Katholischen Pfarrkirche St. Martin in Waging am See und ihrer Vorgängerbauten. Siehe auch: St. Martin (Waging am See) | D-1-8042-0197 | weitere Bilder |